# Anita Andersson (socionom)
Anita Ingeborg Andersson, född Allstrand 30 maj 1940 i Solna, är en svensk kontorschef. 
Hon tog socionomexamen i Stockholm 1962. Hon var ungdomsinstruktör på KFUK:s riksförbund 1962–1965, skolkurator 1965–1972, chefskurator i Täby 1973–1987 samt var kontorschef på AFS Interkulturell Utbildning från 1988.
Hon har varit aktiv inom KFUK-KFUM lokalt, nationellt och internationellt. Hon var förbundsordförande vid KFUK-KFUMs riksförbund 1982–1987, verksam i ekumeniskt samarbete kring invandrar- och flyktingfrågor i Sverige och Europa.
Hon har skrivit Mötesplats – invandrare och flyktingar i KFUK-KFUM (1983).
Hon är dotter till Rickard Allstrand och Alice, född Andersson. Hon gifte sig 1963 med diakon Göran Andersson.